# Connarus gabonensis
Connarus gabonensis là một loài thực vật có hoa trong họ Connaraceae. Loài này được Lemmens mô tả khoa học đầu tiên năm 1989.